# Platyscapa hsui
Platyscapa hsui är en stekelart som beskrevs av Chen och Chou 1997. Platyscapa hsui ingår i släktet Platyscapa och familjen fikonsteklar.
Artens utbredningsområde är Taiwan. Inga underarter finns listade i Catalogue of Life.